# Rutger Booß
Rutger Booß (* 17. März 1944 in Riga) ist ein deutscher Autor, Verleger und Gründer des Grafit Verlags.

## Leben
Rutger Booß ist der Sohn der Juristen Helmuth Booß und Thea Booß-Rosenthal. Nach dem Abitur 1963 studierte er bis 1969 in Tübingen, Wien und Bonn und schloss in den Fächern Germanistik, Geschichte und Komparatistik mit Staatsexamen ab. In Bonn war Booß Mitglied des Studentenparlaments sowie aktiv in der Fachschaft Germanistik. Er arbeitete für den MSB Spartakus und trat in die DKP ein, für die er zunächst in Bonn, später im Ennepe-Ruhr-Kreis politisch tätig war. Im Jahr 1990 trat er aus der DKP aus. Anfang der 70er war er stellvertretender Vorsitzender der Ortsgruppe Bonn der Gewerkschaft Erziehung und Wissenschaft. 1970 heiratete er Ursula Ferres.
Er absolvierte seinen Referendardienst am Bezirksseminar Aachen, wo er 1972 sein 2. Staatsexamen machte. Er wurde aber am Tag des Radikalenerlasses (28. Januar 1972) nicht in den Schuldienst übernommen. Der Kampf um die Übernahme in den Staatsdienst war angesichts der politisch motivierten Urteile der Verwaltungsgerichte juristisch erfolglos.
1974 wurde er in Düsseldorf über das Thema Ansichten der Revolution, Paris-Berichte deutscher Schriftsteller nach  der Juli-Revolution 1830, Heine, Boerne u. a. promoviert.
1974 bis 1980 war er Verlagslektor beim sozialistisch orientierten Weltkreis Verlag in Dortmund, später arbeitete er beim Brücken Verlag in Düsseldorf und als Verlagslektor beim Pahl-Rugenstein Verlag in Köln, wo er die vom Weltkreis-Verlag übernommene Krimireihe mit Titeln der Ruhrgebietsautoren Leo P. Ard (=Jürgen Pomorin), Werner Schmitz, Reinhard Junge u. a. betreute.
1989 gründete er den Grafit Verlag in Dortmund, der zunächst neben den Weltkreis-Krimis auch Hotel- und Reiseführer herausgab. Später spezialisierte der Verlag sich auf Kriminalliteratur und veröffentlichte u. a. mehrere Eifel-Krimis von Jacques Berndorf. Booß bot auch bis dahin unbekannten Autoren eine Plattform für erfolgreiche Debüts. So entdeckte Grafit den Münsteraner Autor Jürgen Kehrer und publizierte seine „Wilsberg“-Romane (z. T. vom ZDF verfilmt), das Autoren-Trio Leenders Bay Leenders aus Kleve, Gabriella Wollenhaupt aus Dortmund sowie den späteren Glauser-Preisträger Horst Eckert und die Glauser-Debüt-Preisträgerin Lucie Flebbe.
2010 verlieh ihm das Syndikat, die Vereinigung deutschsprachiger Kriminalautoren, den Ehren-„Glauser“ für sein Lebenswerk. 2010 verkaufte Booß seinen Verlag an die bisherige Cheflektorin Ulrike Rodi und ist seitdem im Ruhestand.

## Schriften
- Dialekteigentümlichkeiten bei Heine. In: Internationaler Heine-Kongress, Düsseldorf 1972. Referate und Diskussionen.
- Empirie und Fiktion. Die Juli-Revolution und die Anfänge von Heines Pariser Berichterstattung. In: Heinrich Heine: Artistik und Engagement. Hrsg. von Wolfgang Kuttenkeuler. Stuttgart 1977.
- Ansichten der Revolution: Paris-Berichte deutscher Schriftsteller nach der Juli-Revolution 1830. Heine, Börne u. a. Akademie-Verlag, Berlin 1977.
- als Hrsg.: Willi Bredel: Verwandte und Bekannte. Weltkreis-Verlag, Köln 1981.
- als Hrsg. mit Fritz Noll: Geschichte in Geschichten. Ein bundesdeutsches Lesebuch. Weltkreis-Verlag, Köln 1984. ISBN 3-88142-208-0.
- Übernachten in der Tschechoslowakei: Hotel- und Campingführer. Grafit, Dortmund 1992. ISBN 3-89425-101-8.
- Autokennzeichen erzählen: Von Augsburg bis Zweibrücken. Grafit, Dortmund 1994. ISBN 3-89425-110-7.
- Autokennzeichen erzählen: Von Rügen bis zum Bodensee. Grafit, Dortmund 1998. ISBN 3-89425-118-2.